# Luquinhas
Luquinhas (Ceilândia, 1996. szeptember 28. –) brazil labdarúgó, az amerikai New York Red Bulls középpályása.

## Pályafutása
Luquinhas a brazíliai Ceilândia városában született. Az ifjúsági pályafutását a helyi Ceilandense csapatában kezdte, majd a portugál Vilafranquense akadémiájánál folytatta.
2015-ben mutatkozott be a Vilafranquense felnőtt keretében. 2016-ban a Benfica B, majd 2017-ben a Aves szerződtette. A 2017–18-as szezonban a Vilafranquense csapatát erősítette kölcsönben. 2019-ben a lengyel első osztályban szereplő Legia Warszawához igazolt. 2022. február 16-án hároméves szerződést kötött az észak-amerikai első osztályban érdekelt New York Red Bulls együttesével. Először a 2022. március 14-ei, Minnesota United ellen 1–0-ra elvesztett mérkőzés 81. percében, Dylan Nealis cseréjeként lépett pályára. Első gólját 2022. április 24-én, az Orlando City ellen idegenben 3–0-ás győzelemmel zárult találkozón szerezte meg.

## Statisztikák
2023. április 2. szerint
| Klub               | Szezon   | Osztály     | Bajnokság | Bajnokság | Kupa  | Kupa | Nemzetközi | Nemzetközi | Összesen | Összesen |
| Klub               | Szezon   | Osztály     | Meccs     | Gól       | Meccs | Gól  | Meccs      | Gól        | Meccs    | Gól      |
| ------------------ | -------- | ----------- | --------- | --------- | ----- | ---- | ---------- | ---------- | -------- | -------- |
| Legia Warszawa     | 2019–20  | Ekstraklasa | 35        | 5         | 5     | 0    | 5          | 0          | 45       | 5        |
| Legia Warszawa     | 2020–21  | Ekstraklasa | 25        | 3         | 4     | 1    | 4          | 0          | 33       | 4        |
| Legia Warszawa     | 2021–22  | Ekstraklasa | 15        | 0         | 3     | 1    | 13         | 2          | 31       | 3        |
| Legia Warszawa     | Összesen | Összesen    | 75        | 8         | 12    | 2    | 22         | 2          | 109      | 12       |
| New York Red Bulls | 2022     | MLS         | 31        | 5         | 5     | 2    | —          | —          | 36       | 7        |
| New York Red Bulls | 2023     | MLS         | 6         | 1         | 0     | 0    | —          | —          | 6        | 1        |
| New York Red Bulls | Összesen | Összesen    | 37        | 6         | 5     | 2    | 0          | 0          | 42       | 8        |
| Összesen           | Összesen | Összesen    | 112       | 14        | 17    | 4    | 22         | 2          | 151      | 20       |

## Sikerei, díjai
Legia Warszawa
- Ekstraklasa
  - Bajnok (2): 2019–20, 2020–21

- Lengyel Szuperkupa
  - Döntős (1): 2021

Egyéni
- Ekstraklasa – A Szezon Középpályása: 2020–21